# Cycle solaire 3
Le cycle solaire 3 est le troisième cycle solaire depuis 1755, date du début du suivi intensif de l'activité et des taches solaires. Il a commencé en 1775 et s'est achevé en 1784.